# Hôpital Salvator
L'hôpital Salvator est situé dans le quartier de Sainte-Marguerite, dans le 9e arrondissement de Marseille. L'hôpital fait partie du groupement « Hôpitaux Sud » de l'APHM, avec l'hôpital Sainte-Marguerite.
Le chef de service est le Pr David Da Fonseca, et le directeur médical est Marcel Rufo.

## Historique
En juin 2012, Marcel Rufo ouvre l'hôpital dans lequel une cinquantaine de patients de 11 à 18 ans sont pris en charge et où l'art fait partie des prescriptions médicales. Les couleurs de l'hôpital sont déterminées par Jean-Gabriel Causse.

## Services
L'hôpital Salvator dispose de plusieurs services, notamment des hôpitaux de jours. L'un est spécialisé dans les TCA, et un autre dans la prise en charge d'adolescents en difficultés scolaires, dont la psychiatre principale est Chloé Jover.

## Accès
L'hôpital est desservi par les lignes 2 du métro (station « Ste Marguerite Dromel »), et 24 du bus (arrêt « Hôpital Sainte-Marguerite »), de la RTM.